# 바스테르 (세인트키츠 네비스)

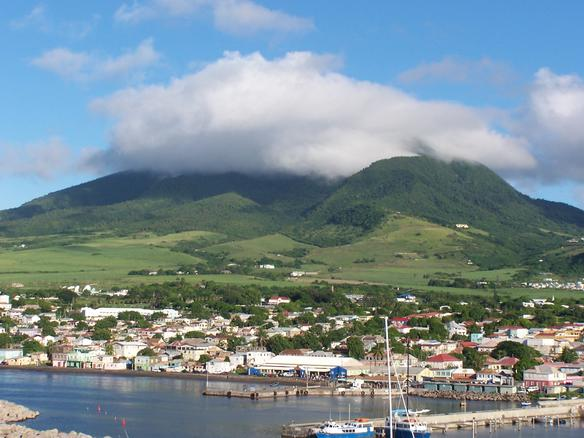

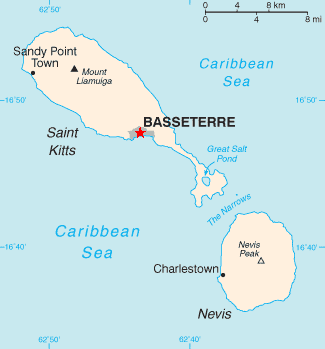
바스테르의 위치

바스테르(Basseterre)는 세인트키츠 네비스의 수도로 세인트키츠 섬에 위치한다.
인구 수는 약 1만 3천 명이다(2011년, 추정).